# Pigglav
Pigglav (Cladonia uncialis) är en lavart som först beskrevs av L., och fick sitt nu gällande namn av Weber och F.H.Wigg.. Pigglav ingår i släktet Cladonia, och familjen Cladoniaceae. Arten är reproducerande i Sverige.

## Bildgalleri

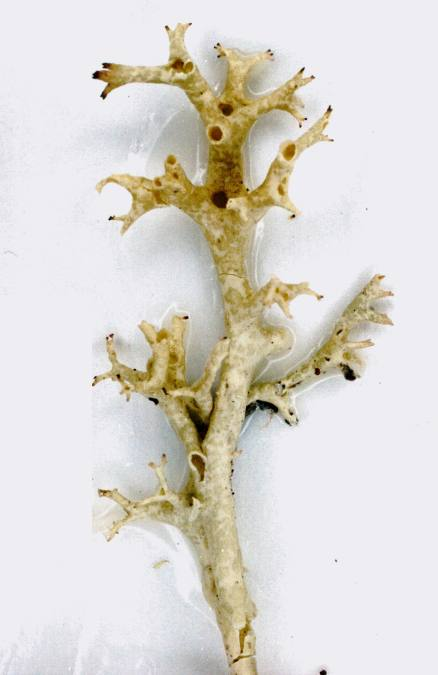
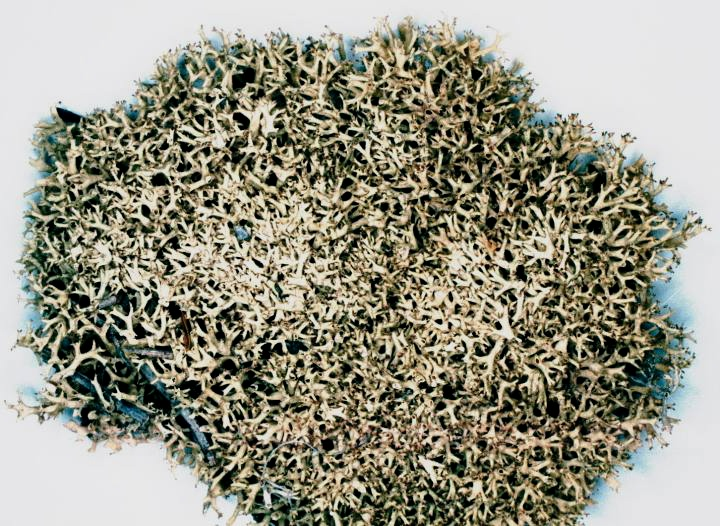
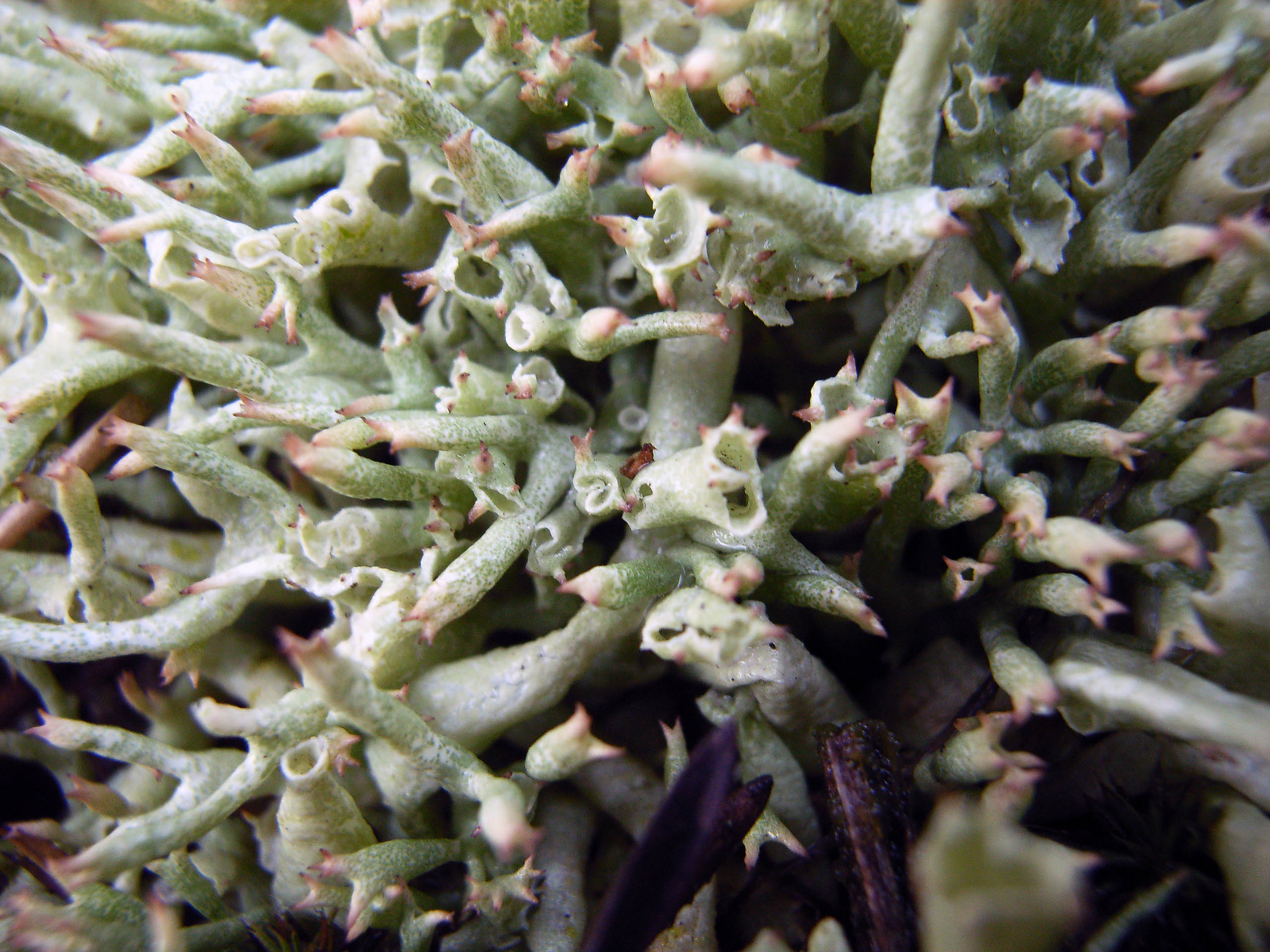
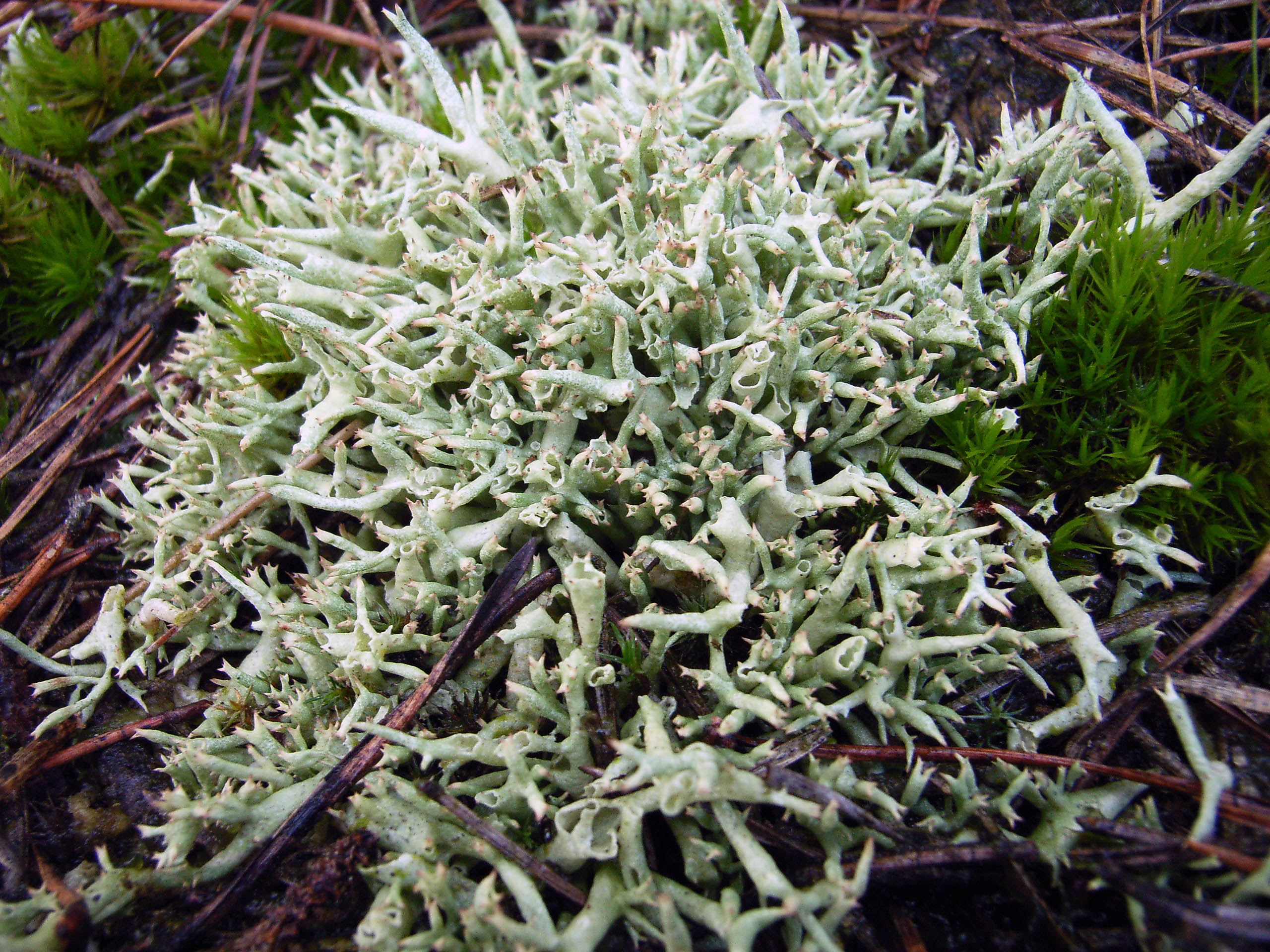
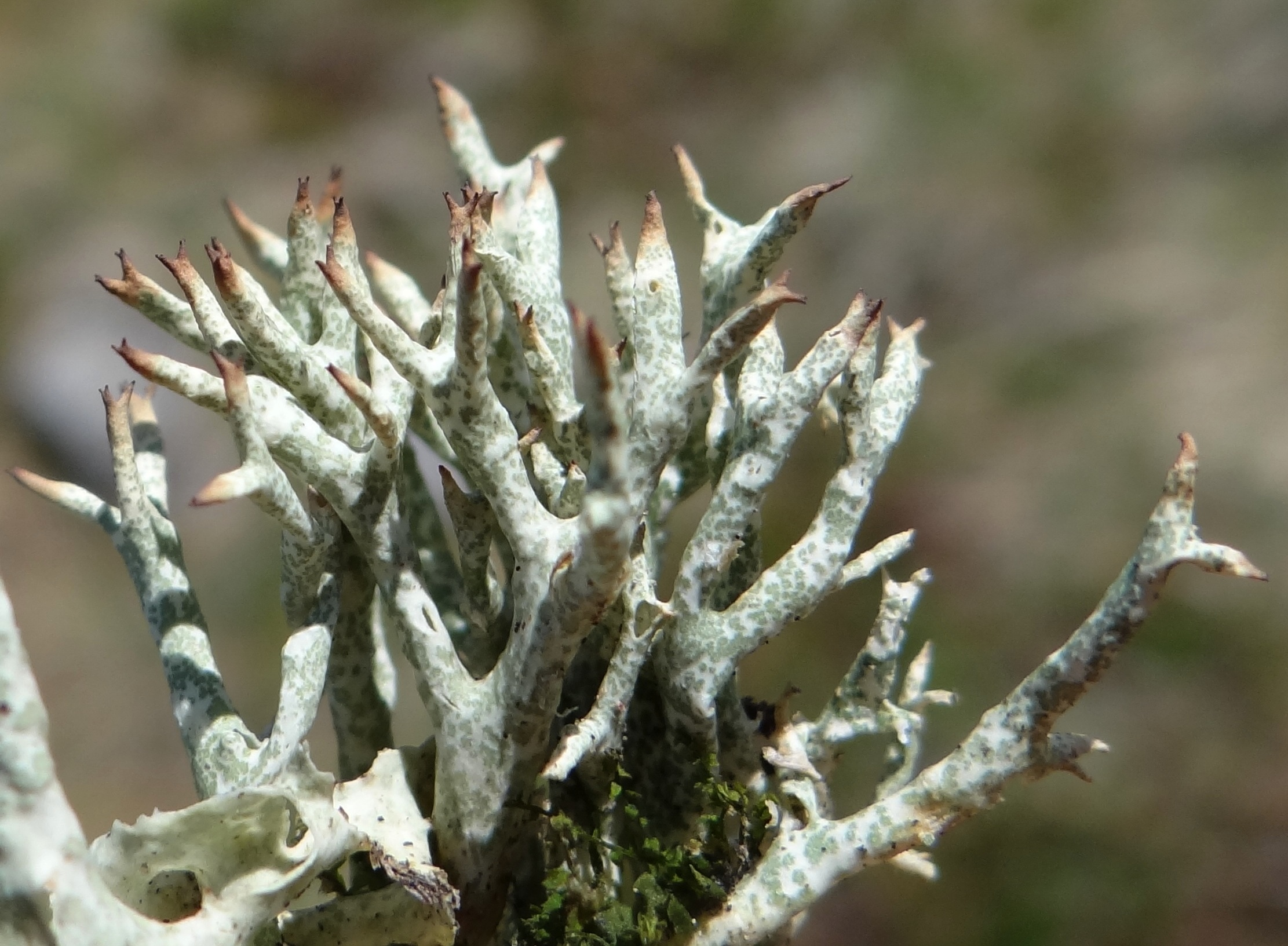
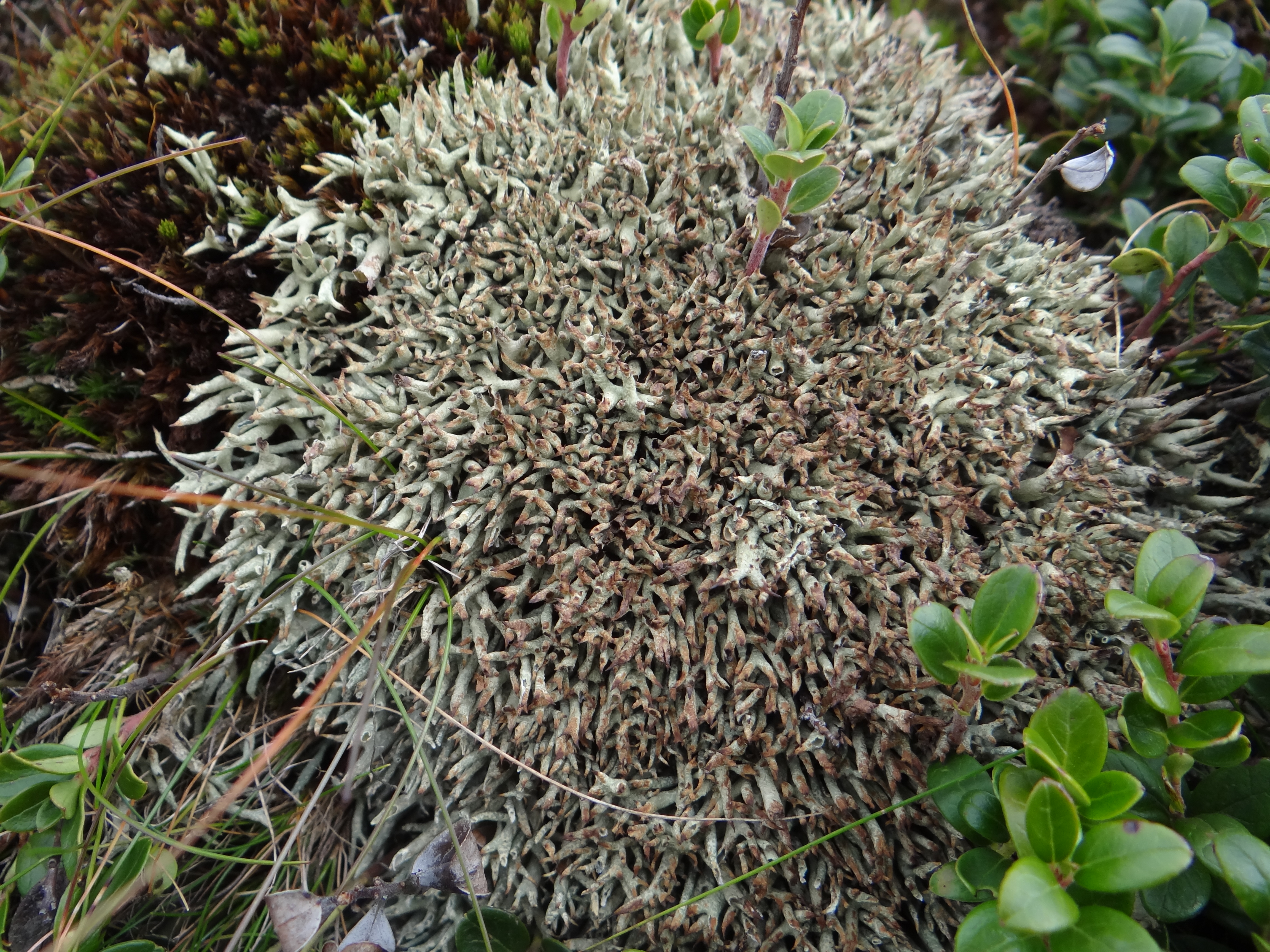
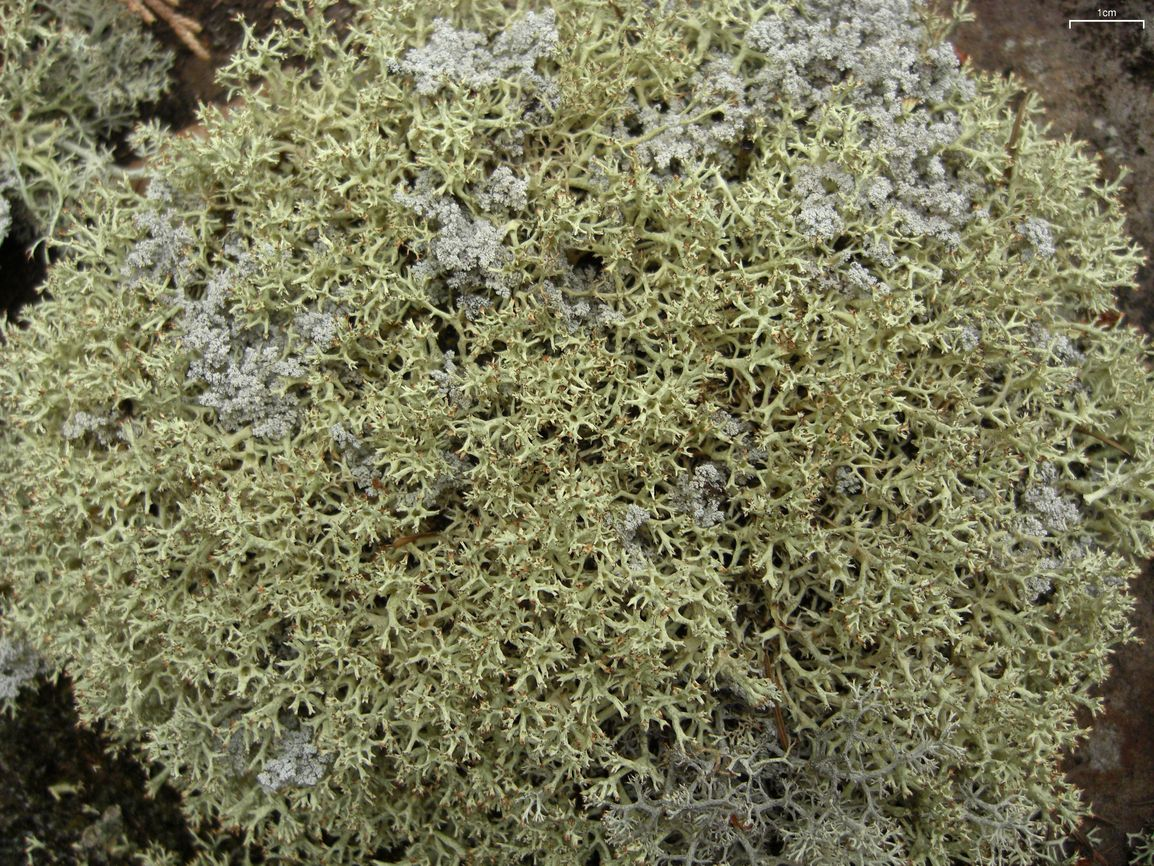
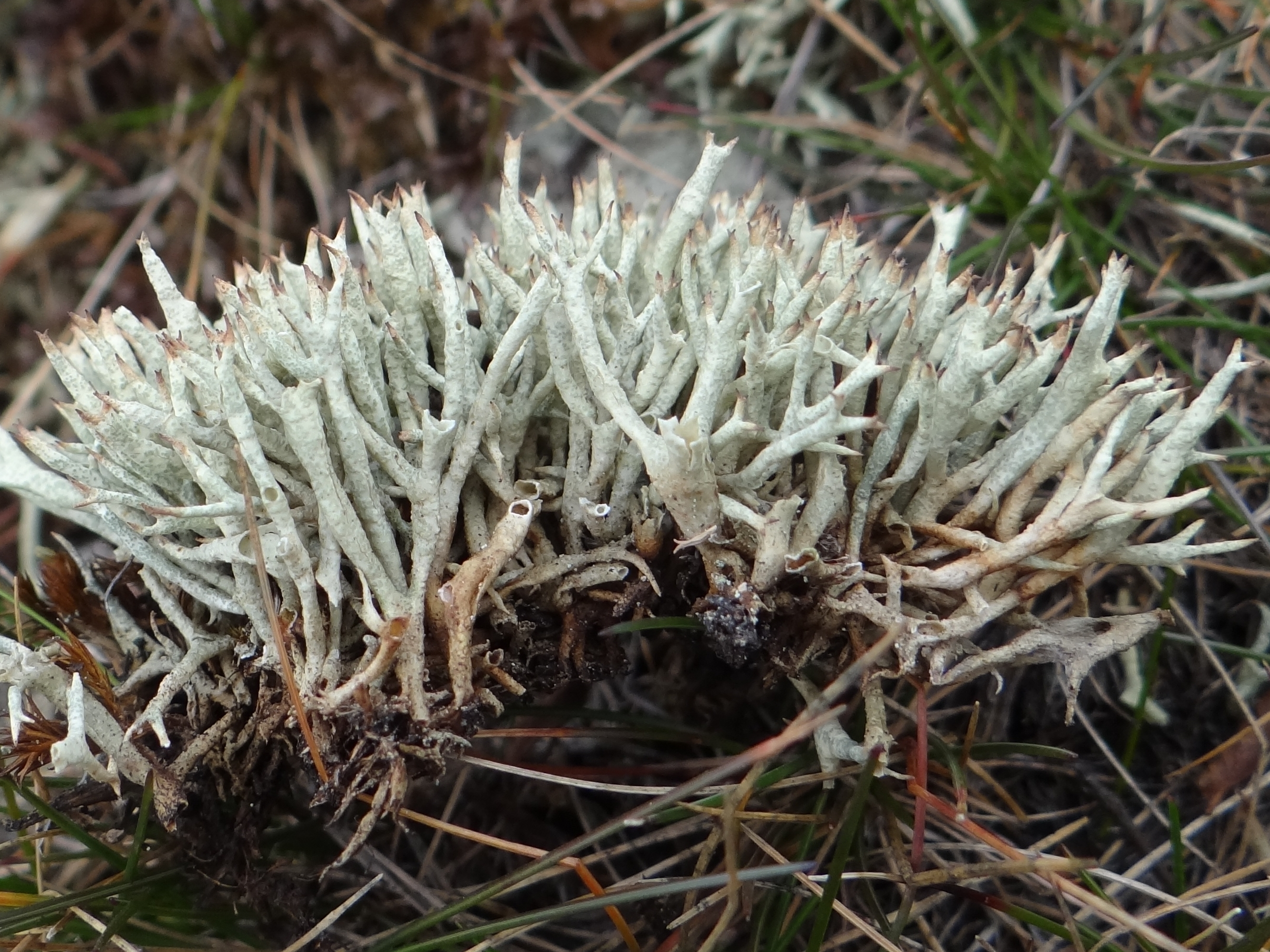